# Collabium evrardii
Collabium evrardii är en orkidéart som först beskrevs av François Gagnepain, och fick sitt nu gällande namn av Leonid Vladimirovitj Averjanov. Collabium evrardii ingår i släktet Collabium, och familjen orkidéer.
Artens utbredningsområde är Vietnam. Inga underarter finns listade i Catalogue of Life.